# Campionati europei di atletica leggera indoor 2021 - 60 metri ostacoli femminili
La gara dei 60 metri ostacoli femminili ai campionati europei di atletica leggera indoor di Toruń 2021 si è svolta il 6 e 7 marzo 2021 presso l'Arena Toruń.

## Podio
| Pos.    | Atleta         | Nazionalità   |
| ------- | -------------- | ------------- |
| Oro     | Nadine Visser  | Paesi Bassi   |
| Argento | Cindy Sember   | Gran Bretagna |
| Bronzo  | Tiffany Porter | Gran Bretagna |

## Record
| Record                | Record                | Record | Record               | Record           |
| --------------------- | --------------------- | ------ | -------------------- | ---------------- |
| Record del Mondo      | Susanna Kallur        | 7"68   | Karlsruhe, Germania  | 10 febbraio 2008 |
| Record europeo        | Susanna Kallur        | 7"68   | Karlsruhe, Germania  | 10 febbraio 2008 |
| Record dei campionati | Lyudmila Narozhilenko | 7"74   | Glasgow, Regno Unito | 4 marzo 1990     |

## Programma
| Date          | Time  | Round      |
| ------------- | ----- | ---------- |
| 6 marzo 2021  | 12:10 | Batterie   |
| 27 marzo 2021 | 13:30 | Semifinali |
| 27 marzo 2021 | 17:15 | Finale     |

## Risultati

### Batterie
Si qualificano alle semifinali le prime tre atlete di ogni batteria (Q) e le ulteriori sei atlete più veloci (q).
| Posizione | Gruppo | Nome                 | Nazionalità   | Tempo | Note                                     |
| --------- | ------ | -------------------- | ------------- | ----- | ---------------------------------------- |
| 1         | 5      | Nadine Visser        | Paesi Bassi   | 7"92  | Q                                        |
| 2         | 3      | Pia Skrzyszowska     | Polonia       | 7"96  | Q,                                       |
| 3         | 6      | Karolina Kołeczek    | Polonia       | 7"98  | Q                                        |
| 4         | 1      | Ėl'vira Herman       | Bielorussia   | 7"99  | Q                                        |
| 5         | 5      | Cindy Sember         | Gran Bretagna | 7"99  | Q,                                       |
| 6         | 4      | Luminosa Bogliolo    | Italia        | 8"01  | Q                                        |
| 6         | 1      | Zoë Sedney           | Paesi Bassi   | 8"01  | Q                                        |
| 8         | 4      | Nooralotta Neziri    | Finlandia     | 8"03  | Q                                        |
| 9         | 2      | Luca Kozák           | Ungheria      | 8"04  | Q                                        |
| 10        | 2      | Tiffany Porter       | Gran Bretagna | 8"04  | Q                                        |
| 11        | 3      | Ditaji Kambundji     | Svizzera      | 8"05  | Q                                        |
| 12        | 2      | Anne Zagré           | Belgio        | 8"06  | Q                                        |
| 13        | 5      | Sarah Lavin          | Irlanda       | 8"06  | Q,                                       |
| 14        | 1      | Teresa Errandonea    | Spagna        | 8"09  | Q                                        |
| 15        | 5      | Sviatlana Parakhonka | Bielorussia   | 8"10  | q                                        |
| 16        | 3      | Laeticia Bapte       | Francia       | 8"11  | Q                                        |
| 17        | 1      | Elisa Di Lazzaro     | Italia        | 8"13  | q,                                       |
| 18        | 4      | Markéta Štolová      | Rep. Ceca     | 8"14  | Q                                        |
| 19        | 3      | Karin Strametz       | Austria       | 8"17  | q,                                       |
| 20        | 2      | Beate Schrott        | Austria       | 8"19  | q                                        |
| 21        | 3      | Eline Berings        | Belgio        | 8"19  | q                                        |
| 22        | 6      | Noemi Zbären         | Svizzera      | 8"20  | Q                                        |
| 23        | 2      | Helena Jiranová      | Rep. Ceca     | 8"21  | q, =                                     |
| 24        | 6      | Stanislava Škvarková | Slovacchia    | 8"21  | Q                                        |
| 25        | 1      | Gréta Kerekes        | Ungheria      | 8"21  |                                          |
| 26        | 2      | Hanna Plotitsyna     | Ucraina       | 8"22  |                                          |
| 27        | 6      | Xenia Benach         | Spagna        | 8"22  |                                          |
| 28        | 6      | Cyréna Samba-Mayela  | Francia       | 8"22  |                                          |
| 29        | 4      | Kreete Verlin        | Estonia       | 8"24  |                                          |
| 30        | 4      | Emma Nwofor          | Gran Bretagna | 8"24  |                                          |
| 31        | 1      | Ivana Lončarek       | Croazia       | 8"26  |                                          |
| 32        | 6      | Julia Wennersten     | Svezia        | 8"27  |                                          |
| 33        | 6      | Diana Suumann        | Estonia       | 8"27  |                                          |
| 34        | 6      | Klara Koščak         | Croazia       | 8"27  |                                          |
| 35        | 4      | Caridad Jerez        | Spagna        | 8"29  |                                          |
| 36        | 5      | Anja Lukić           | Serbia        | 8"29  |                                          |
| 37        | 3      | Hanna Chubkovtsova   | Ucraina       | 8"30  |                                          |
| 38        | 3      | Elisavet Pesiridou   | Grecia        | 8"31  | Miglior prestazione personale stagionale |
| 39        | 5      | Anastasiya Mokhnyuk  | Ucraina       | 8"34  |                                          |
| 40        | 1      | Selina von Jackowski | Svizzera      | 8"36  |                                          |
|           | 2      | Mette Graversgaard   | Danimarca     | dnf   |                                          |
|           | 4      | Ruslana Rashkovan    | Bielorussia   | dnf   |                                          |
|           | 5      | Anamaria Nesteriuc   | Romania       | dq    | R16.7.1                                  |
|           | 3      | Anni Siirtola        | Finlandia     | dq    | R16.7.1                                  |

### Semifinali
Si qualificano alla finale le prime due atlete di ogni batteria (Q) e le ulteriori due atlete più veloci (q).
| Glass | Gruppo | Nome                 | Nazione       | Tempo | Note                          |
| ----- | ------ | -------------------- | ------------- | ----- | ----------------------------- |
| 1     | 2      | Nadine Visser        | Paesi Bassi   | 7"86  | Q                             |
| 2     | 3      | Pia Skrzyszowska     | Polonia       | 7"88  | Q,                            |
| 3     | 2      | Cindy Sember         | Gran Bretagna | 7"89  | Q, =                          |
| 4     | 1      | Nooralotta Neziri    | Finlandia     | 7"97  | Q                             |
| 5     | 1      | Tiffany Porter       | Gran Bretagna | 7"98  | Q                             |
| 6     | 2      | Luca Kozák           | Ungheria      | 7"98  | q,                            |
| 7     | 3      | Luminosa Bogliolo    | Italia        | 7"99  | Q,                            |
| 7     | 3      | Zoë Sedney           | Paesi Bassi   | 7"99  | q                             |
| 9     | 3      | Sarah Lavin          | Irlanda       | 8"07  |                               |
| 10    | 1      | Ėl'vira Herman       | Bielorussia   | 8"07  |                               |
| 11    | 3      | Ditaji Kambundji     | Svizzera      | 8"07  |                               |
| 12    | 2      | Anne Zagré           | Belgio        | 8"08  |                               |
| 13    | 1      | Teresa Errandonea    | Spagna        | 8"10  |                               |
| 14    | 1      | Karolina Kołeczek    | Polonia       | 8"12  |                               |
| 15    | 1      | Elisa Di Lazzaro     | Italia        | 8"12  | Miglior prestazione personale |
| 16    | 1      | Laeticia Bapte       | Francia       | 8"13  |                               |
| 17    | 1      | Karin Strametz       | Austria       | 8"13  | Miglior prestazione personale |
| 18    | 2      | Sviatlana Parakhonka | Bielorussia   | 8"15  |                               |
| 19    | 2      | Noemi Zbären         | Svizzera      | 8"15  |                               |
| 20    | 3      | Beate Schrott        | Austria       | 8"17  | =                             |
| 21    | 3      | Markéta Štolová      | Rep. Ceca     | 8"20  |                               |
| 22    | 2      | Stanislava Škvarková | Slovacchia    | 8"23  |                               |
| 23    | 2      | Helena Jiranová      | Rep. Ceca     | 8"25  |                               |
|       | 3      | Eline Berings        | Belgio        | dns   |                               |

### Finale
| Class   | Corsia | Atleta            | Nazione       | Tempo | Note                                    |
| ------- | ------ | ----------------- | ------------- | ----- | --------------------------------------- |
| Oro     | 5      | Nadine Visser     | Paesi Bassi   | 7"77  | Miglior prestazione mondiale stagionale |
| Argento | 6      | Cindy Sember      | Gran Bretagna | 7"89  |                                         |
| Bronzo  | 8      | Tiffany Porter    | Gran Bretagna | 7"92  |                                         |
| 4       | 3      | Nooralotta Neziri | Finlandia     | 7"93  |                                         |
| 5       | 4      | Pia Skrzyszowska  | Polonia       | 7"95  |                                         |
| 6       | 7      | Luminosa Bogliolo | Italia        | 7"99  | =                                       |
| 7       | 2      | Zoë Sedney        | Paesi Bassi   | 8"00  |                                         |
| 8       | 1      | Luca Kozák        | Ungheria      | 8"01  |                                         |